# 海军学院 (越南)
海军学院是越南人民海军培训海军军官的高等院校。也为柬埔寨王家海军、老挝人民海军培养干部。

## 历史
1955年4月26日根据国防部1125/QF/TTL命令组建“岸防训练学校”，任务是为各船队培训航海幹部、研究海军建设训练计划。接受了法国在海防市的训练营为校址。1955年6月6日开学，学员来自第303师、第308师等战斗经验丰富的军人，文化程度平均受过2-3年教育。1959年1月2日改称海军训练学校。1961年1月改称越南海军学校。1966年4月迁往与广西接壤的先安县。1967年改称海军军官学校。1975年9月，分为第一海军军官学校与第二海军军官学校，分别迁往广宁省广安市社与南越的芽莊海军训练中心。1979年7月28日两校合并为越南海军军官学校。1980年10月23日改称海军指挥技术学校。1993年4月3日改为现名。

## 组织架构
- 导航科
- 战略战役科
- 指挥参谋科
- 电子工程科
- 导弹火炮科
- 水中武器科
- 雷达情报科
- 工程设施科
- 海警科
- 党的工作政治工作科
- 马列理论科
- 自然科学科
- 共同军事科
- 船艺实践中心
- 海事搜救国家训练中心

- I系：培训战役战术军官、研究生
- II系：进修军官
- III系：外军系
- 各营：1、2、3、4、5、7